# 霍華德海灘-JFK機場車站
霍華德海灘-JFK機場車站（英語：Howard Beach–JFK Airport station）是一個地鐵/旅客捷運系統車站複合群，位於美國紐約市皇后區霍華德海灘科萊曼廣場（159大道及103街間路段）。車站的紐約地鐵站體屬於IND洛克威線，有紐約地鐵A線洛克威支線（任何時候停站）列車停靠。甘迺迪國際機場捷運部分則有該捷運的霍華德海灘支線（任何時候停站）列車停靠。
車站原先為長島鐵路洛克威海灘支線的一個車站。長島鐵路車站在1913年啟用取代鄰近的蘭布爾斯維爾車站。長島鐵路在1950年停運此站，而紐約市公共運輸局買下包括此站的洛克威海灘支線。地鐵站在1956年6月28日開放。2000至2003年間，整個地鐵站完全重建以便與新興建的甘迺迪國際機場捷運接駁。重建的車站在2003年12月17日完工。

## 歷史
車站原先為一個長島鐵路車站，在1913年4月啟用，取代在1899年興建、位於此站以南0.2英哩的蘭布爾斯維爾車站。1923年，車站在軌道兩側設立了遮雨棚。1950年5月8日，羅恩特和寬水道車站之間橫跨牙買加灣的大橋發生大火造成破壞，紐約市公共運輸局自此買下了這條路線。
1955年6月27日，此站與臭氧公園以南的其他洛克威海灘支線車站停止營運，進行為期8個月的改建和升級列車軌道，改為符合紐約市公共運輸局標準以便紐約地鐵列車駛入。計劃期間，霍華德海灘車站連同寬水道和遠洛克威車站完全重建，盡用現代化設計，並在兩個月台之間興建全新的跨線橋。車站的絕大部分都是預製組件以加速工程進行。1956年6月28日，霍華德海灘與路線其他車站一同以地鐵站重新開放，過去的長島鐵路車站則被完全拆除。此站與布魯克林的尤克利德大道車站一同舉行通車儀式。
JFK特快由曼哈頓向東提供一條往約翰·F·甘迺迪國際機場的連結，自1978年起至1990年為止以此站為總站，並包括此站到機場內的免費接駁巴士服務。巴士服務在JFK特快列車停運後繼續營運，成為機場與霍華德海灘車站的唯一連接。
車站在2000年代早期大規模翻新，並進行5000萬美元的重建以將地鐵與新的甘迺迪國際機場捷運連接。整項計劃由STV集團設計並有紐約與新澤西港務局財政支援。車站重建期間拆除了原有地鐵月台，並新月台和夾層興建期間在中央軌道建立了臨時月台，離峰時段列車以單線軌道營運。車站附近的機場捷運結構在2001年完工，而機場捷運車站在2003年12月17日完工開放，接駁巴士服務也隨之終止。該轉乘十分受歡迎，2003年至2007年間地鐵與機場捷運的轉乘就有超過400萬人次。
2012年颶風桑迪對IND洛克威線造成嚴重破壞，此站一度在其南面的車站整修期間成為A線列車的南端總站。往洛克威的列車服務在2013年5月30日重新開放。

## 車站結構
| 2F 甘迺迪國際機場捷運層 | 2號軌道                             | 霍華德海灘支線往8號客運大樓 （勒弗茲林蔭路）                             |
| 2F 甘迺迪國際機場捷運層 | 設有月台幕門的島式月台，左/右側開門 |                                                                          |
| 2F 甘迺迪國際機場捷運層 | 1號軌道                             | 霍華德海灘支線往8號客運大樓 （勒弗茲林蔭路）                             |
| 2F 甘迺迪國際機場捷運層 | 夾層                                | 閘機和跨線橋，地鐵與機場捷運轉乘通道 各升降機在科萊曼廣場及159大道       |
| G 地面層                | 側式月台，右側開門                  | 側式月台，右側開門                                                       |
| G 地面層                | 北行                                | 往英伍德-207街（水道-北導管大道）                                        |
| G 地面層                | 北行快速                            | 無定期服務                                                               |
| G 地面層                | 南行快速                            | 道床                                                                     |
| G 地面層                | 南行                                | 往勒弗茲林蔭路/遠洛克威（深夜除外）/洛克威公園（黃昏尖峰時段）（寬水道） |
| G 地面層                | 側式月台，右側開門                  |                                                                          |
| G 地面層                | 街道層車站屋                        | 出入口 各升降機在科萊曼廣場及159大道                                     |

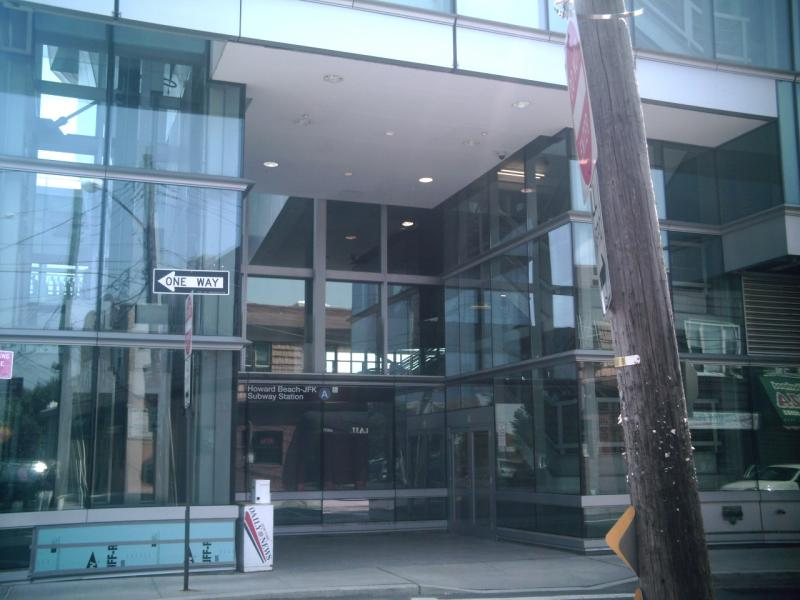
車站入口

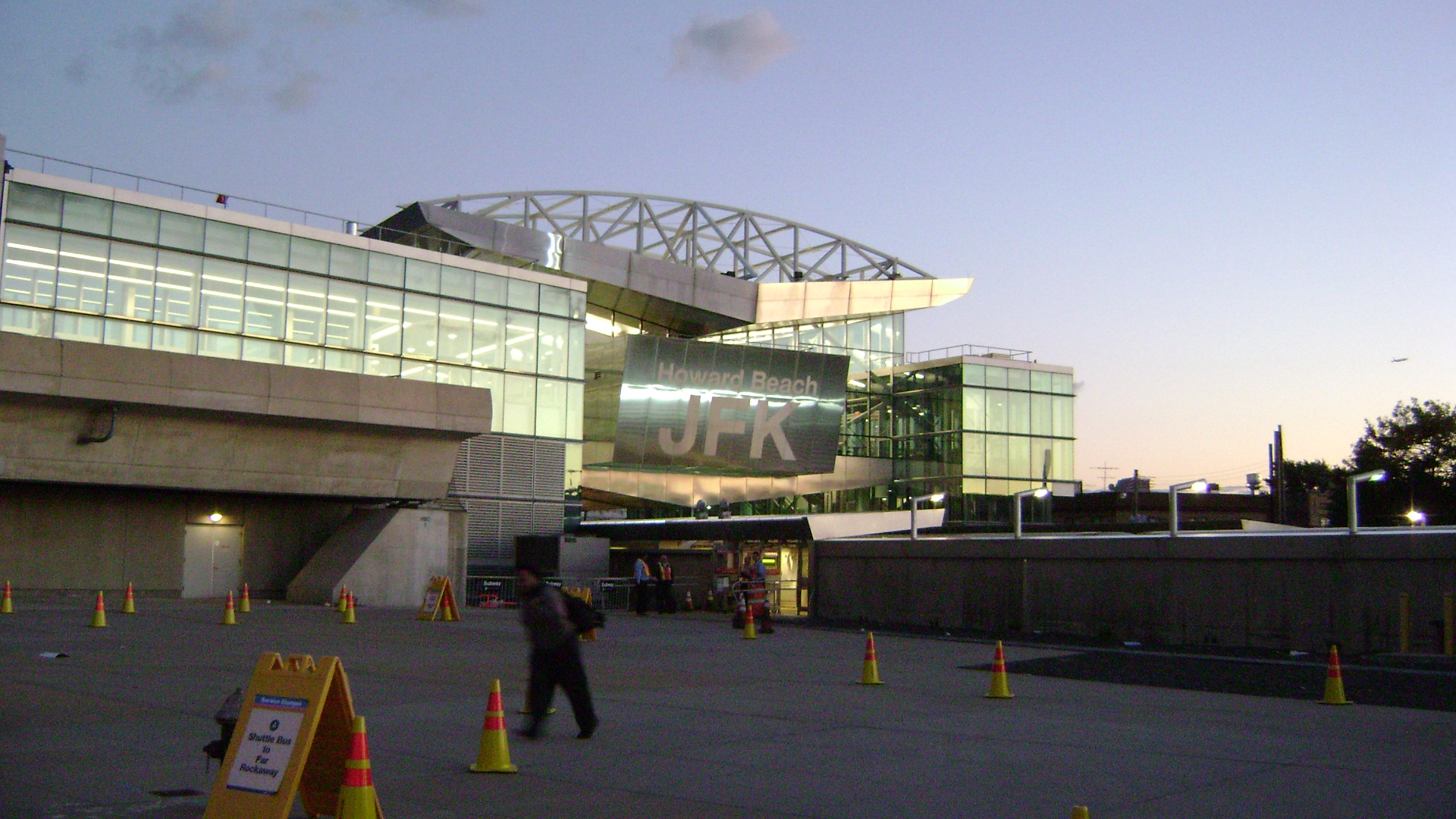
機場捷運月台的大樓

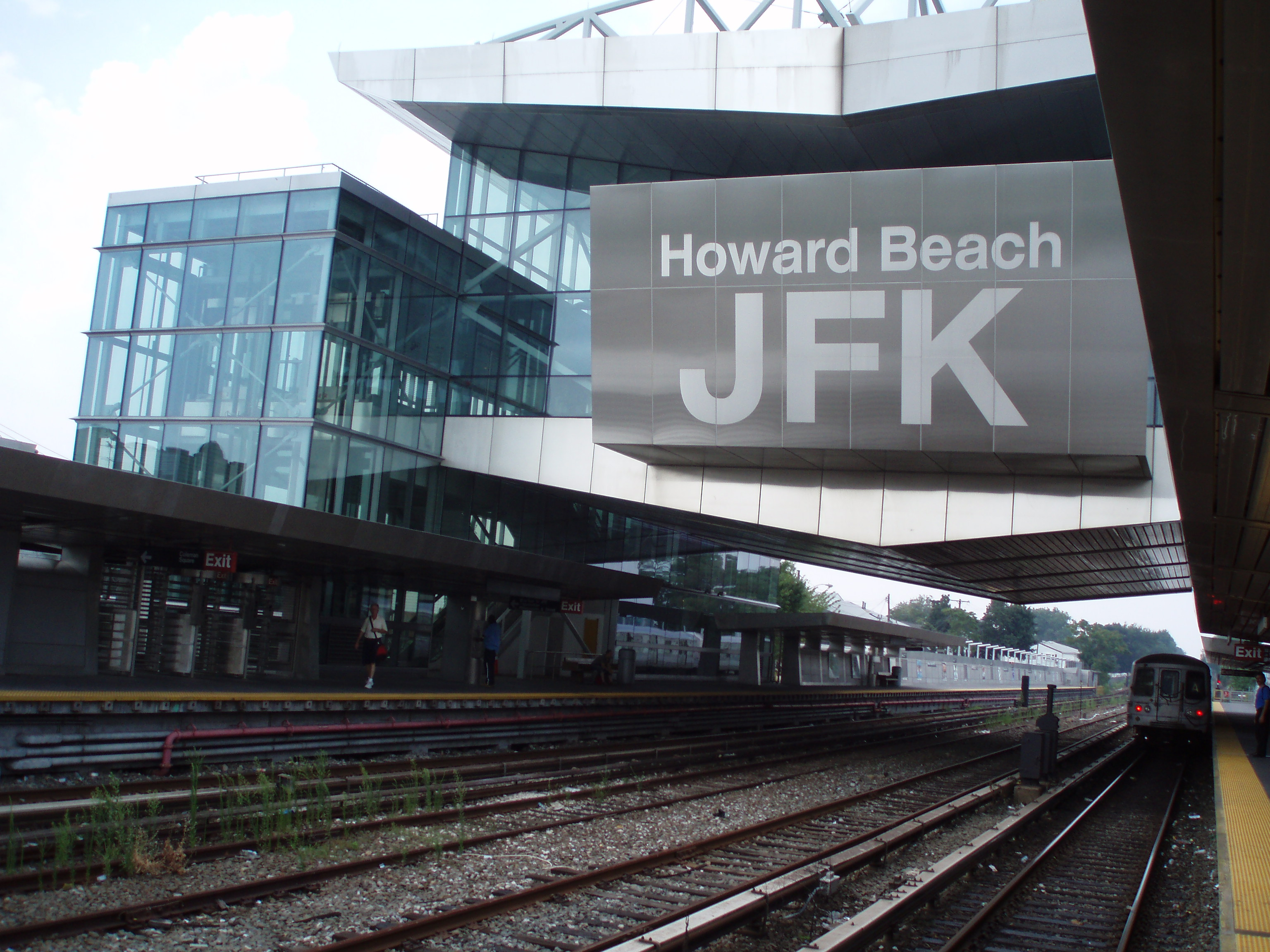
地鐵月台外觀，轉乘大樓位於月台之上

車站的夾層位於地鐵月台和軌道的上方，一個現代化、恆溫和以玻璃包裹的大樓，全長90英呎，兩側都設有大型不鏽鋼標誌顯示。夾層大樓設有小型票務處和三個閘機區，設於地鐵、機場捷運和未付費區之間。

### 出口
車站複合前往霍華德海灘的出口位於西側，設有螺旋型樓梯和兩部升降機下降到東側的103街/科萊曼廣場與159大道的T字型交叉路口。車站東側設有一條連接橋可進入機場捷運車站。

### 紐約地鐵月台
紐約地鐵的地面車站設有兩個側式月台和四條軌道，兩條中央的軌道不營運。此站以南四條軌道之間各自設有轉轍器，兩條外側軌道之後匯入中央的兩條軌道。兩線軌道之後橫跨牙買加灣前往寬水道車站，距離此站3.5英哩。該橫跨道是紐約地鐵內兩個連續車站之間最長的。
2000年代翻新以前，車站的設計和跨線橋與寬水道車站相似。

### 機場捷運月台
車站的機場捷運部分設有一個島式月台和兩條軌道，位於車站複合的上層。月台的東端可前往C泊車區。與紐約地鐵車站不同，機場捷運車站月台完全密封，並設有月台幕門，以助車站維持恆溫和避免乘客跌入軌道。軌道上設有感應器偵測列車的位置，並只在完全對齊時才會打開車門。如此可容許機場捷運以列車自動運行裝置而且無人駕駛情況下運行。
月台全長約240英呎。東南面下一站是勒弗茲林蔭路。由於此線是紐約與新澤西港務局擁有，捷運與地鐵使用不同的閘機。乘客必須在進入或離開時繳費，因為此站和牙買加車站是唯二繳費的車站。MetroCard的自動售票機設於閘機區的兩側。

## 外部連結
- nycsubway.org—IND洛克威線: 霍華德海灘
- Station Reporter — A線洛克威支線
- 霍華德海灘機場捷運車站廣播 （页面存档备份，存于）
- The Subway Nut — 霍華德海灘-JFK機場圖片（页面存档备份，存于）
- Google地圖街景入口 （页面存档备份，存于）
- Google地圖街景月台 （页面存档备份，存于）
- Google地圖街景機場捷運月台 （页面存档备份，存于）